# Ястребов, Юрий Григорьевич
Юрий Григорьевич Ястребов (род. 27 августа 1939, Куваши, Челябинская область) — советский, российский баянист, педагог, профессор (1990 г.) кафедры народных инструментов Санкт-Петербургского гуманитарного университета профсоюзов и Санкт-Петербургского государственного университета культуры и искусства, кандидат искусствоведения (1977), диссертация на тему «Современные принципы баянной аппликатуры». Доцент (1984 г.), профессор (1990 г.).

## Карьера
- 1957—1959 гг. — преподаватель по классу баяна ДМШ № 1 Челябинска;
- 1959—1960 гг. — преподаватель Челябинского культурно-просветительного училища;
- В 1959 году окончил Челябинское музыкальное училище (класс баяна В.Ф Крылова),
- 1960—1964 гг. — студент Горьковской государственной консерватории им. М. И. Глинки;
- 1963—1964 гг. — педагог по классу баяна ДМШ Горняцкого района (г. Воркута);
- в 1964 году окончил Горьковскую консерваторию (класс баяна Ю. В. Бардина),
- 1964—1965 гг. — солист Всесоюзного гастрольно-концертного объединения «Целинконцерт»;
- 1965—1967 гг. — старший преподаватель Дальневосточного педагогического института искусств;
- 1967—1969 гг. — заведующий отделением народных инструментов Челябинского музыкального училища;
- 1968—1976 гг. — заведующий кафедрой народных инструментов института культуры (г. Челябинск);
- в 1973 году окончил аспирантуру при Киевской консерватории (научный руководитель М. М. Гелис).
- 1976—1979 гг. — проректор по научной работе Челябинского государственного института культуры;
- 1979—1980 гг. — преподаватель по классу баяна Челябинского музыкального училища;
- 1980—1981 гг. — и. о. доцента кафедры народных инструментов Астраханской консерватории;
- 1981—1990 гг. — проректор по учебной и научной работе Дальневосточного института искусств;
- 1990—1995 гг. — профессор кафедры народных инструментов ДВПИИ (г. Владивосток);
- С 1995 г. по настоящее время — профессор Санкт-Петербургского гуманитарного университета профсоюзов и Санкт-Петербургского государственного университета культуры и искусства.
- В 1970—1979 гг. организатор и ведущий абонементных циклов концертов Челябинской филармонии: «Звучат русские народные инструменты», «Мастера искусств — исполнители на русских народных инструментах», «Художественные коллективы Челябинского института культуры», «Гитара и гитаристы».
- 1970—1979 гг. — организатор конкурсов учащихся по классу народных инструментов музыкальных школ Челябинской области.
- 1980—1981 гг. — автор и ведущий телевизионных передач «Звучат народные инструменты» на Астраханском телевидении.
- 1981—1988 гг. — организатор и ведущий филармонических абонементных циклов и телевизионных передач «Звучат русские народные инструменты» (г. Владивосток).

Член жюри Всероссийских (Тула, 1986; Горький, 1990) и международного конкурса «AccoHoliday» (Киев, 2006, 2007, 2008).
Автор монографий — «Основы баянной аппликатуры», «Уральское трио баянистов», «Владимир Бесфамильнов». Научный редактор англо-русского и русско-английского музыкального словаря. Редактор сборников статей «Методические записки по вопросам музыкального образования», «Школа-училище-вуз: проблемы и перспективы». Автор статей, рецензий, заметок и эссе (более 200).